# Il declino della violenza
Il declino della violenza. Perché quella che stiamo vivendo è probabilmente l'epoca più pacifica della storia (in inglese: The Better Angels of Our Nature: Why Violence Has Declined) è un libro del 2011 dello scienziato cognitivo Steven Pinker, in cui l'autore sostiene che la violenza nel mondo è diminuita sia nel lungo che nel breve periodo e suggerisce spiegazioni sul motivo per cui ciò è accaduto. Il libro utilizza dati che documentano semplicemente il declino della violenza nel tempo e nello spazio. Questo dipinge un quadro di un massiccio calo della violenza di tutte le forme, dalla guerra al miglioramento del trattamento dei bambini. Sottolinea il ruolo del monopolio dell'uso della forza da parte degli stato-nazione, del commercio (facendo in modo che "altre persone diventino più preziose vive che morte"), di maggiore alfabetizzazione e comunicazione (promotrice dell'empatia), nonché un aumento di un orientamento razionale alla risoluzione dei problemi come possibili cause di questa diminuzione della violenza. Egli osserva che, paradossalmente, la nostra impressione di violenza non ha seguito questo declino, forse a causa di una maggiore comunicazione, e che un ulteriore declino non è inevitabile, ma è subordinato alle forze che sfruttano le nostre migliori motivazioni come l'empatia e l'aumento della ragione.

## Tesi
Il titolo del libro in lingua inglese è stato preso dalla fine del primo discorso inaugurale del presidente degli Stati Uniti Abraham Lincoln. Pinker usa la frase come metafora di quattro motivazioni umane — empatia, autocontrollo, "senso morale" e ragione — che, scrive, possono "orientarci lontano dalla violenza e verso la cooperazione e l'altruismo".
Pinker presenta una grande quantità di dati (e delle relative analisi statistiche) che, sostiene, dimostrano che la violenza è in declino nel corso dei millenni e che il presente è probabilmente il momento più pacifico nella storia della specie umana. Il declino della violenza, sostiene, è di entità enorme, visibile su scale temporali sia lunghe che brevi, e si riscontra in molti domini, inclusi conflitti militari, omicidi, genocidi, torture, giustizia penale e trattamento di bambini, omosessuali, animali e minoranze razziali ed etniche. Sottolinea che "il declino, certo, non è stato regolare; non ha portato a zero la violenza; e non è garantito che continui".
Pinker sostiene che il calo radicale del comportamento violento che documenta non è il risultato di importanti cambiamenti nella biologia umana o nella cognizione. Rifiuta specificamente l'idea che gli esseri umani siano necessariamente violenti e che quindi debbano subire un cambiamento radicale per diventare più pacifici. Tuttavia, Pinker rifiuta anche ciò che considera la semplicistica contrapposizione di natura e cultura, che implicherebbe che il cambiamento radicale deve provenire esclusivamente da fonti esterne (cultura). Al contrario, sostiene: "Il modo per spiegare il declino della violenza è identificare i cambiamenti nel nostro ambiente culturale e materiale che hanno dato il sopravvento alle nostre pacifiche motivazioni".
Pinker individua cinque "forze storiche" che hanno favorito "i nostri pacifici motivi" e "hanno guidato i molteplici declini della violenza". Esse sono:
- Il Leviatano: l'ascesa del moderno stato-nazione e della magistratura "con il monopolio dell'uso legittimo della forza", che "può disinnescare la tentazione [individuale] dell'attacco di sfruttamento, inibire l'impulso di vendetta e aggirare [...] i bias egoistici."
- Commercio: l'aumento del "progresso tecnologico [che consente] lo scambio di beni e servizi su distanze più lunghe e gruppi più ampi di partner commerciali", in modo che "altre persone diventino più preziose vive che morte" e "hanno meno probabilità di diventare obiettivi di demonizzazione e disumanizzazione."
- Femminilizzazione: aumento del rispetto per "gli interessi e i valori delle donne".
- Cosmopolitismo: l'ascesa di forze come l'alfabetizzazione, la mobilità e i mass media, che "possono spingere le persone a prendere le prospettive di persone diverse da loro stesse e ad espandere il loro cerchio di simpatia per abbracciarle".
- L'Escalator della Ragione: una "intensificazione dell'applicazione della conoscenza e della razionalità agli affari umani", che "può costringere le persone a riconoscere la futilità dei cicli di violenza, a ridurre il privilegio dei propri interessi su quelli degli altri, e a riformulare la violenza come un problema da risolvere piuttosto che un concorso da vincere".[3]

## Schema del libro
La prima sezione del libro, capitoli da 2 a 7, cerca di dimostrare e analizzare le tendenze storiche legate al declino della violenza su scale diverse. Il capitolo 8 discute cinque "demoni interiori" - sistemi psicologici che possono portare alla violenza. Il capitolo 9 esamina quattro "angeli migliori" o motivi che possono allontanare le persone dalla violenza. L'ultimo capitolo esamina le cinque forze storiche sopra elencate che hanno portato a un calo della violenza.

### Sei tendenze di diminuzione della violenza (Capitoli da 2 a 7)
1. Il processo di pacificazione: Pinker lo descrive come il passaggio dall' "anarchia delle società di caccia, raccolta e orticoltura [...] alle prime civiltà agricole con città e governi, a partire da circa cinquemila anni fa" che ha portato "una riduzione della cronica incursioni e faide che hanno caratterizzato la vita in uno stato di natura e una diminuzione più o meno quintuplicata dei tassi di morte violenta".[3]
2. Il processo di civilizzazione: Pinker sostiene che "tra il tardo Medioevo e il XX secolo, i paesi europei hanno assistito a un declino da dieci a cinquanta volte del tasso di omicidi". Attribuisce l'idea del processo di civilizzazione al sociologo Norbert Elias, che "attribuì questo sorprendente declino al consolidamento di un mosaico di territori feudali in grandi regni con autorità centralizzata e un'infrastruttura sul commercio".
3. La rivoluzione umanitaria: Pinker attribuisce questo termine e questo concetto allo storico Lynn Hunt. Esso dice che questa rivoluzione "si è svolta su una scala [più breve] di secoli ed è decollata intorno al periodo dell'Età della Ragione e dell'Illuminismo europeo nel XVII e XVIII secolo". Sebbene punti anche agli antecedenti storici e ai "paralleli nel resto del mondo", scrive: "Ha visto i primi movimenti organizzati per abolire la schiavitù, i duelli, la tortura giudiziaria, l'uccisione superstiziosa, la punizione sadica e la crudeltà verso gli animali, insieme al primi stimoli di pacifismo sistematico ".
4. La Lunga Pace: un termine che attribuisce a The Long Peace: Inquiries into the history of the Cold War dello storico John Lewis Gaddis . Questa quarta "importante transizione", dice Pinker, "ha avuto luogo dopo la fine della seconda guerra mondiale". Durante questo periodo, dice, "le grandi potenze, e gli stati sviluppati in generale, hanno smesso di dichiararsi guerra l'un l'altro".
5. La Nuova Pace: Pinker chiama questa tendenza "più tenue", ma "dalla fine della Guerra Fredda nel 1989, i conflitti organizzati di ogni tipo - guerre civili, genocidi, repressione da parte di governi autocratici e attacchi terroristici - sono diminuiti in tutto il mondo."
6. La Rivoluzione dei Diritti: Il dopoguerra ha visto, sostiene Pinker, "una crescente repulsione contro l'aggressione su scala minore, inclusa la violenza contro le minoranze etniche, le donne, i bambini, gli omosessuali e gli animali. Questi derivati dal concetto di diritti umani - diritti civili, diritti delle donne, diritti dei bambini, diritti dei gay e diritti degli animali - sono stati affermati in una cascata di movimenti dalla fine degli anni Cinquanta ai giorni nostri."

### Cinque demoni interiori (Capitolo 8)
Pinker rifiuta quella che chiama la "Teoria Idraulica della Violenza" - l'idea "che gli esseri umani nutrano una spinta interiore verso l'aggressione (un istinto di morte o sete di sangue), che si accumula dentro di noi e deve essere periodicamente scaricata. Niente potrebbe essere più lontano dalla comprensione scientifica contemporanea della psicologia della violenza". Invece, sostiene, la ricerca suggerisce che "l'aggressività non è un singolo motivo, per non parlare di un bisogno crescente. È l'output di diversi sistemi psicologici che differiscono per i fattori scatenanti ambientali, la logica interna, la base neurologica e la distribuzione sociale". Esamina cinque di questi sistemi:
1. Violenza predatoria o pratica: violenza "impiegata come mezzo pratico per un fine"[3]
2. Dominanza: il "bisogno di autorità, prestigio, gloria e potere". Pinker sostiene che le motivazioni di dominanza possono verificarsi all'interno di individui e coalizioni di "gruppi razziali, etnici, religiosi o nazionali"
3. Vendetta: la "spinta moralistica alla punizione, alla punizione e alla giustizia"
4. Sadismo: l' "inflizione deliberata del dolore senza scopo, ma per godere della sofferenza di una persona"
5. Ideologia: un "sistema di credenze condivise, che di solito implica una visione dell'utopia, che giustifica la violenza illimitata alla ricerca di un bene illimitato".

### Quattro angeli migliori (Capitolo 9)
Pinker esamina quattro motivi che "possono orientare [gli umani] lontano dalla violenza e verso la cooperazione e l'altruismo". Identifica:
1. Empatia: che "ci spinge a sentire il dolore degli altri e ad allineare i loro interessi con i nostri".
2. Autocontrollo: che "ci permette di anticipare le conseguenze di agire sui nostri impulsi e di inibirli di conseguenza".
3. Il senso morale: che "santifica un insieme di norme e tabù che governano le interazioni tra le persone in una cultura". Questi a volte diminuiscono la violenza ma possono anche aumentarla "quando le norme sono tribali, autoritarie o puritane".
4. Ragione: che "ci permette di estrarci dai nostri punti di vista parrocchiali".

In questo capitolo Pinker esamina anche e respinge parzialmente l'idea che gli esseri umani si siano evoluti in senso biologico per diventare meno violenti.

## Influenze
A causa della natura interdisciplinare del libro Pinker utilizza una serie di fonti provenienti da diversi campi. Particolare attenzione è rivolta al filosofo Thomas Hobbes che Pinker sostiene sia stato sottovalutato. L'uso di Pinker di pensatori "non ortodossi" deriva direttamente dalla sua osservazione che i dati sulla violenza contraddicono le nostre attuali aspettative. In un precedente lavoro Pinker ha caratterizzato il malinteso generale su Hobbes:
Pinker fa riferimento anche a idee di accademici contemporanei occasionalmente trascurati, ad esempio le opere dello scienziato politico John Mueller e del sociologo Norbert Elias, ed altri. La portata dell'influenza di Elias su Pinker può essere dedotta dal titolo del capitolo 3, che è preso dal titolo del seminale di Elias Il Processo di Civilizzazione. Pinker si basa anche sul lavoro dello studioso di relazioni internazionali Joshua Goldstein. Hanno co-scritto un articolo editoriale del New York Times intitolato War Really Is Going Out of Style che riassume molte delle loro opinioni condivise, e sono apparsi insieme all'Harvard Institute of Politics per rispondere alle domande di accademici e studenti riguardanti la loro tesi simile.

## Ricezione

### Lodi
Bill Gates considera il libro uno dei libri più importanti che abbia mai letto, e nel programma della BBC Desert Island Discs ha selezionato il libro come quello che avrebbe portato con sé su un'isola deserta. Ha scritto che "Steven Pinker ci mostra come possiamo rendere un po' più probabili quelle traiettorie positive. Questo è un contributo non solo alla cultura storica, ma al mondo." Dopo che Gates ha raccomandato il libro come regalo di laurea nel maggio 2017, il libro è rientrato nella lista dei bestseller.
Il filosofo Peter Singer ha dato al libro una recensione positiva sul New York Times. Singer conclude: "è un libro estremamente importante. Avere il comando di così tante ricerche, distribuite in così tanti campi diversi, è un risultato magistrale. Pinker dimostra in modo convincente che c'è stato un drastico calo della violenza, ed è persuasivo sulle cause di quel declino."
Il politologo Robert Jervis, in una lunga recensione per The National Interest, afferma che Pinker "fa un caso che sarà difficile confutare. Le tendenze non sono sottili: molti dei cambiamenti coinvolgono un ordine di grandezza o più. Anche quando le sue spiegazioni non convincono del tutto, sono serie e ben fondate."
In una recensione per The American Scholar, Michael Shermer scrive, "Pinker dimostra che i dati a lungo termine prevalgono sugli aneddoti. L'idea che viviamo in un'epoca eccezionalmente violenta è un'illusione creata dall'inesorabile copertura della violenza da parte dei media, unita alla propensione evoluta del nostro cervello a notare e ricordare eventi recenti ed emotivamente salienti. La tesi di Pinker è che la violenza di tutti i tipi - dall'omicidio, lo stupro e il genocidio allo sculacciare i bambini al maltrattamento di neri, donne, gay e animali - è in declino da secoli come risultato del processo di civilizzazione… Riprendere l'opera di 898 pagine di Pinker sembra scoraggiante, ma è un capovolgimento fin dall'inizio."
In The Guardian, il politologo dell'Università di Cambridge David Runciman scrive: "Sono uno di quelli a cui piace credere che […] il mondo sia pericoloso come lo è sempre stato. Ma Pinker mostra che per la maggior parte delle persone in molti modi è diventato molto meno pericoloso". Runciman conclude "tutti dovrebbero leggere questo libro sorprendente".
In una recensione successiva per The Guardian, scritta quando il libro fu selezionato per la Royal Society Winton Prize for Science Books, Tim Radford scrisse, "nella sua fiducia e ampiezza, nella vasta scala temporale, nel suo punto di vista umano e nella sua visione sicura del mondo, è qualcosa di più di un libro di scienza: è una storia epica di un ottimista che può elencare le sue ragioni per essere allegro e sostenerle con istanze persuasive […]. Non so se abbia ragione, ma penso che questo libro sia un vincitore."
Adam Lee scrive, in una recensione sul blog per Big Think, che "anche le persone che sono inclini a rifiutare le conclusioni di Pinker prima o poi dovranno fare i conti con le sue argomentazioni".
In una lunga recensione su The Wilson Quarterly, lo psicologo Vaughan Bell la definisce "un'eccellente esplorazione di come e perché la violenza, l'aggressività e la guerra sono diminuite notevolmente, al punto in cui viviamo nell'era più pacifica dell'umanità […]. Potente, importante e che apre la mente."
In una lunga recensione per la Los Angeles Review of Books, l'antropologo Christopher Boehm, professore di scienze biologiche presso l'Università della California meridionale e co-direttore dell'USC Jane Goodall Research Center, ha definito il libro "eccellente e importante".
Lo scienziato politico James Q. Wilson, sul Wall Street Journal, ha definito il libro "uno sforzo magistrale per spiegare quello che il signor Pinker considera uno dei più grandi cambiamenti nella storia umana: ci uccidiamo a vicenda meno frequentemente di prima. Ma per dare a questo progetto il massimo effetto possibile, ha un altro libro da scrivere: un racconto più breve che lega insieme un argomento ora presentato in 800 pagine e che evita i pochi argomenti sui quali il signor Pinker non ha svolto un'attenta ricerca". Nello specifico, le affermazioni a cui Wilson si opponeva erano gli scritti di Pinker che (nella sintesi di Wilson), "George W. Bush sosteneva 'infamemente' la tortura; John Kerry aveva ragione a considerare il terrorismo come un 'fastidio'; I 'gruppi di attivisti palestinesi' hanno sconfessato la violenza e ora lavorano per costruire un 'governo competente'. L'Iran non utilizzerà mai le sue armi nucleari… [e] il signor Bush… è 'non intellettuale'."
Brenda Maddox, in The Telegraph, ha definito il libro "assolutamente convincente" e "ben argomentato".
Clive Cookson, recensendolo sul Financial Times, l'ha definito "una meravigliosa sintesi di scienza, storia e narrazione, a dimostrazione di quanto sia fortunata la stragrande maggioranza di noi oggi a subire gravi violenze solo attraverso i mass media".
Il giornalista scientifico John Horgan lo ha definito "un risultato monumentale" che "dovrebbe rendere molto più difficile per i pessimisti aggrapparsi alla loro cupa visione del futuro" in una recensione ampiamente positiva su Slate.
Nell0Huffington Post, Neil Boyd, professore e direttore associato della School of Criminology presso la Simon Fraser University, ha difeso fermamente il libro contro i suoi critici, dicendo: 
Il libro ha anche ricevuto recensioni positive da The Spectator, e The Independent.

### Critiche
R. Brian Ferguson, professore di antropologia alla Rutgers University di Newark, ha contestato le prove archeologiche di Pinker sulla frequenza della guerra nelle società preistoriche, che sostiene "consiste in casi selezionati con alte vittime, chiaramente non rappresentativi della storia in generale". "Considerando il record archeologico totale delle popolazioni preistoriche dell'Europa e del Vicino Oriente fino all'età del bronzo, le prove dimostrano chiaramente che la guerra è iniziata sporadicamente in condizioni di assenza di guerra e può essere vista con traiettorie variabili in diverse aree, a svilupparsi nel tempo man mano che le società diventano più grandi, più sedentarie, più complesse, più limitate, più gerarchiche e in una regione di importanza critica, influenzate da uno stato in espansione". L'esame di Ferguson contraddice l'affermazione di Pinker secondo cui la violenza è diminuita durante la civiltà, indicando che è vero il contrario.
Nonostante abbia raccomandato il libro come degno di lettura, l'economista Tyler Cowen era scettico sull'analisi di Pinker della centralizzazione dell'uso della violenza nelle mani del moderno stato nazionale.
Nella sua recensione del libro su Scientific American, lo psicologo Robert Epstein critica l'uso da parte di Pinker dei tassi di mortalità violenta relativa, cioè di morti violente pro capite, come metrica appropriata per valutare l'emergere degli "angeli migliori" dell'umanità. Invece, Epstein crede che la metrica corretta sia il numero assoluto di morti in un dato momento. Epstein accusa anche Pinker di un eccessivo affidamento sui dati storici e sostiene di essere caduto preda di pregiudizi di conferma, portandolo a concentrarsi sulle prove che supportano la sua tesi ignorando la ricerca che non lo fa.
Diverse recensioni negative hanno sollevato critiche relative all'umanesimo e all'ateismo di Pinker. John N. Gray, in una recensione critica del libro in Prospect, scrive: "Il tentativo di Pinker di fondare la speranza di pace nella scienza è profondamente istruttivo, poiché testimonia il nostro costante bisogno di fede".
L'editorialista del New York Times, Ross Douthat, mentre "ampiamente convinto dall'argomento che la nostra attuale era di relativa pace riflette una tendenza a lungo termine lontano dalla violenza, e ampiamente impressionato dalle prove che Pinker si schiera per sostenere questa visione", ha offerto un elenco di critiche e conclude Pinker presume che quasi tutti i progressi inizino con "l'Illuminismo, e tutto ciò che è venuto prima era un lungo buio medievale".
Il teologo David Bentley Hart ha scritto che "si incontra [nel libro di Pinker] l'innocenza estatica di una fede non contaminata dal dubbio prudente". Inoltre, dice, "riafferma la capacità folle ed eroica dello spirito umano di credere a una bellissima menzogna, non solo al di sopra dei fatti, ma in risoluta sfida ad essi". Hart continua: 
Craig S. Lerner, professore presso la George Mason University School of Law, in una recensione di apprezzamento ma in definitiva negativa sulla Claremont Review of Books non respinge l'affermazione di declinare la violenza, scrivendo "ammettiamo che i 65 anni dalla seconda guerra mondiale sono davvero tra i più pacifici della storia umana, a giudicare dalla percentuale del globo devastato dalla violenza e dalla percentuale della popolazione che muore per mano umana", ma non è d'accordo con le spiegazioni di Pinker e conclude che "Pinker descrive un mondo in cui i diritti umani sono disancorato da un senso di sacralità e dignità della vita umana, ma dove tuttavia emergono pace e armonia. È un futuro - per lo più sollevato dalla discordia e liberato da un Dio oppressivo - che alcuni considererebbero il paradiso in terra. Non è il primo e certamente non l'ultimo a nutrire speranze deluse così risolutamente dalla storia degli esseri umani attuali." In uno scambio acuto nella sezione della corrispondenza del numero della primavera 2012, Pinker attribuisce a Lerner un "programma teo-conservatore" e lo accusa di aver frainteso una serie di punti, in particolare l'affermazione ripetuta di Pinker secondo cui "non è garantito che il declino storico della violenza continui.'" Lerner, nella sua risposta, afferma che "l'incomprensione di Pinker della mia recensione è evidente dalla prima frase della sua lettera" e mette in dubbio l'obiettività e il rifiuto di Pinker di "riconoscere la gravità" delle questioni che solleva.
Il professore emerito di finanza e analista dei media Edward S. Herman dell'Università della Pennsylvania, insieme al giornalista indipendente David Peterson, ha scritto recensioni negative dettagliate del libro per l'International Socialist Review e per The Public Intellectuals Project, concludendolo "è un libro terribile, sia come lavoro tecnico di studio che come tratto e guida morale. Ma è estremamente in sintonia con le richieste delle élite statunitensi e occidentali all'inizio del 21º secolo". Herman e Peterson contestano l'idea di Pinker di una "Lunga Pace" dalla Seconda Guerra Mondiale: "Pinker sostiene non solo che le 'democrazie evitano le controversie tra loro', ma che 'tendono a stare fuori dalle controversie su tutta la linea [...].' Questo sarà sicuramente una sorpresa per le molte vittime di assassinii, sanzioni, sovversioni, bombardamenti e invasioni statunitensi dal 1945."
Due revisioni critiche sono state correlate agli approcci postmoderni. Elizabeth Kolbert ha scritto una recensione critica su The New Yorker, a cui Pinker ha postato una risposta. Kolbert afferma che "La portata delle attenzioni di Pinker è quasi interamente limitata all'Europa occidentale". Pinker risponde che il suo libro ha sezioni su "Violence Around the World", "Violence in These United States" e la storia della guerra nell'Impero Ottomano, Russia, Giappone e Cina. Kolbert afferma che "Pinker tace praticamente sulle sanguinose avventure coloniali dell'Europa". Pinker risponde che "una rapida ricerca avrebbe portato alla luce più di 25 luoghi in cui il libro discute di conquiste coloniali, guerre, schiavitù e genocidi". Kolbert conclude: "Mi nomini una forza, una tendenza o un 'angelo migliore' che ha avuto la tendenza a ridurre la minaccia, e qualcun altro può nominare una forza, una tendenza o un 'demone interiore' che respinge dall'altra parte". Pinker chiama questo "il sofisma postmoderno a cui il New Yorker si concede così spesso quando scrive di scienza".
Una critica esplicitamente postmoderna - o più precisamente basata sul prospettivismo - è fatta a CTheory da Ben Laws, il quale sostiene che "se prendiamo una posizione 'prospettivista' in relazione a questioni di verità non sarebbe possibile argomentare il diretto inverso della narrativa storica della violenza di Pinker? Siamo infatti diventati ancora più violenti nel tempo? Ogni interpretazione potrebbe investire un certo interesse nella "verità" come qualcosa di fisso e valido, e tuttavia, ogni visione potrebbe essere considerata fuorviante". Pinker sostiene nella sua pagina delle FAQ che la disuguaglianza economica, come altre forme di violenza "metaforica", "può essere deplorevole, ma unirla insieme a stupro e genocidio significa confondere la moralizzazione con la comprensione. Idem per il sottopagare i lavoratori, minare le tradizioni culturali, inquinare l'ecosistema e altre pratiche che i moralisti vogliono stigmatizzare estendendo metaforicamente a loro il termine violenza. Non è che queste non siano cose brutte, ma non puoi scrivere un libro coerente sull'argomento delle "cose cattive". [...] la violenza fisica è un argomento abbastanza grande per un libro (come chiarisce la lunghezza del Declino della Violenza). Proprio come un libro sul cancro non ha bisogno di un capitolo sul cancro metaforico, un libro coerente sulla violenza non può mettere insieme il genocidio con osservazioni dispettose come se fossero un singolo fenomeno". Citando ciò, Laws sostiene che Pinker soffre di "una visione riduttiva di ciò che significa essere violenti".
John Arquilla della Naval Postgraduate School ha criticato il libro in Foreign Policy per l'utilizzo di statistiche che, a suo parere, non rappresentano accuratamente le minacce di civili che muoiono in guerra: 
Stephen Corry, direttore dell'organizzazione benefica Survival International, ha criticato il libro dal punto di vista dei diritti delle popolazioni indigene. Afferma che il libro di Pinker "promuove un'immagine fittizia e colonialista di un 'Brutal Savage' arretrato, che spinge indietro il dibattito sui diritti dei popoli indigeni di oltre un secolo e [che] è ancora usato per giustificare la loro distruzione".
L'antropologo Rahul Oka ha suggerito che l'apparente riduzione della violenza è solo un problema di scala. Ci si può aspettare che le guerre uccidano percentuali maggiori di popolazioni più piccole. Man mano che la popolazione cresce, sono necessari meno guerrieri, proporzionalmente.
Sinisa Malesevic ha sostenuto che Pinker e altri teorici simili, come Azar Gat, articolano una falsa visione degli esseri umani come geneticamente predisposti alla violenza, mentre si concentrano sugli ultimi quaranta o cinquanta anni.
Lo statistico e saggista filosofico Nassim Nicholas Taleb ha usato il termine "Pinker Problem" per descrivere gli errori nel campionamento in condizioni di incertezza dopo aver corrisposto con Pinker riguardo alla teoria della grande moderazione. "Pinker non ha un'idea chiara della differenza tra scienza e giornalismo, o quella tra empirismo rigoroso e affermazioni aneddotiche. La scienza non è fare affermazioni su un campione, ma utilizzare un campione per fare affermazioni generali e discutere proprietà che si applicano al di fuori del campione." In una risposta, Pinker ha negato che i suoi argomenti avessero alcuna somiglianza con gli argomenti di "grande moderazione" sui mercati finanziari, e afferma che "l'articolo di Taleb implica che Il Declino della Violenza consiste di 700 pagine di estrapolazioni statistiche fantasiose che portano alla conclusione che sono diventate violente catastrofi impossibile [...] [ma] le statistiche nel libro sono modeste e quasi completamente descrittive" e "il libro nega esplicitamente, categoricamente e ripetutamente che in futuro non possono verificarsi grandi shock violenti". Taleb con lo statistico e probabilista Pasquale Cirillo ha continuato a pubblicare una confutazione formale sulla rivista Physica A: Statistical Mechanics and its Applications dove indagano sulle tesi della "lunga pace" e del calo della violenza e scoprono che queste sono statisticamente non valide e derivano da difetti e metodologie ingenue, incompatibili con fat tails e non resistenti a piccoli cambiamenti nella formattazione dei dati e nelle metodologie. Propongono una metodologia alternativa per esaminare la violenza in particolare, e altri aspetti della storiografia quantitativa in generale in un modo compatibile con l'inferenza statistica, che deve adattarsi alla grassezza dei dati e all'inaffidabilità delle relazioni sui conflitti.
Nel marzo 2018, la rivista accademica Historical Reflections ha pubblicato il primo numero del loro 44º volume interamente dedicato a rispondere al libro di Pinker alla luce della sua significativa influenza sulla cultura più ampia, come la sua valutazione da parte di Bill Gates. Il numero contiene saggi di dodici storici sulla tesi di Pinker, e gli editori del numero Mark S. Micale, professore di storia all'Università dell'Illinois, e Philip Dwyer, professore di storia all'Università di Newcastle scrivono nel documento introduttivo che "Non tutti degli studiosi inclusi in questa rivista concordano su tutto, ma il verdetto generale è che la tesi di Pinker, per tutto lo stimolo che può aver dato alle discussioni sulla violenza, è seriamente, se non fatalmente, viziata. I problemi che si presentano ripetutamente sono: l'incapacità di impegnarsi veramente con le metodologie storiche; l'uso incondizionato di fonti dubbie; la tendenza ad esagerare la violenza del passato per contrapporla alla presunta serenità dell'era moderna; la creazione di una serie di uomini di paglia, che Pinker prosegue poi sfatando; e la sua visione del mondo straordinariamente occidentale, per non dire Whiggish."
Lo stesso Pinker, nella sua pagina delle FAQ, afferma di non includere nella sua definizione la violenza ecologica catastrofica (inclusa la violenza contro piante o animali selvatici o addomesticati, o contro gli ecosistemi) o la violenza della disuguaglianza economica e delle condizioni di lavoro coercitive; considera queste forme di violenza "metaforiche". Alcuni critici hanno quindi sostenuto che Pinker soffre di "una visione riduttiva di ciò che significa essere violenti".

## Premi e riconoscimenti
- 2011 The New York Times Notable Books del 2011[50]
- Premio Samuel Johnson 2012, finalista[51]
- 2012 Royal Society Prizes for Science Books, finalista.[52]
- 2012-2013 Gifford Lectures presso l'Università di Edimburgo[53]
- 2015 Selezione del Mark Zuckerberg book club, gennaio[54]

## Traduzioni in italiano
- Steven Pinker, Il declino della violenza: perché quella che stiamo vivendo è probabilmente l'epoca più pacifica della storia, trad. Massimo Parizzi, Mondadori, 2013, ISBN 978 88 04 62631 2

## Media
- "Prof. Steven Pinker - The Better Angels of Our Nature: A History of Violence and Humanity", su YouTube.La 2013 Gifford Lecture all'University of Edinburgh.
- Pinker discute Il Declino della Violenza con lo psicologo Paul Bloom su bloggingheads.tv, 8 Dicembre 2012.[55]
- Pinker dibatte sul perché la violenza è in declino con l'economista Judith Marquand, BHA Chief Executive Andrew Copson e BBC broadcaster Roger Bolton al Institute of Art and Ideas.[56]